# Il tempo degli assassini
Il tempo degli assassini è un film del 1975, diretto dal regista Marcello Andrei, prodotto da Carlo Maietto.

## Trama
Piero, un ragazzo di una borgata romana, sposato e con un figlio, capeggia una banda che, dedita al furto di macchine ed alle bravate in mezzo al traffico, aspira ai grossi colpi.
Nonostante gli interventi di Don Eugenio, un bravo sacerdote che vive tra la gente nella sua chiesa in contrasto con i suoi superiori, Piero e gli amici continuano sulla loro strada criminale.

## Distribuzione
Distribuito nei cinema italiani il 27 dicembre 1975, Il tempo degli assassini ha incassato complessivamente 354.087.000 di lire dell'epoca.